# Cidade Ipava
Cidade Ipava é um bairro localizado no extremo sul da cidade de São Paulo.
Apesar da localização relativamente afastada, o lugar conta com belezas naturais, como a represa guarapiranga e muita área verde.